# Marcela Martínez
Marcela Martínez (nacida en Paraná, Entre Ríos) es una pianista argentina, discípula de los maestros Graciela Reca y Aldo Antognazzi.

## Trayectoria
Continuó su formación en la "Academia de Música Samuel Rubin" de la Universidad de Tel Aviv con los maestros Alexander Volkov y Pnina Salzman, en el "Real Conservatorio de Música de Madrid" con Joaquín Soriano y en la "École Normale de Musique de París, Alfred Cortot" bajo la guía de Germaine Mounier, donde obtuvo sus Diplomas Superior de Ejecución y Superior de Concertista.
Participó en cursos internacionales como: Holland Music Sessions , Somerakademie del Mozarteum de Salzburgo, y los Cursos de Verano de Santander trabajando con los maestros Lazar Berman, György Sandor, Karl-Heinz Kämmerling, entre otros.

### Premios
Obtuvo numerosos premios: Premio especial a la interpretación de la obra Romántica en el Concurso Internacional de Piano "Albert Roussel" Sofía, Bulgaria, Primer premio Nacional a la Excelencia por su calidad artística otorgado por el Instituto Argentino de la Excelencia. Primer Premio, Concurso para Jóvenes Solistas organizado por la Orquesta Filarmónica de Buenos Aires, Argentina, Primer Premio, Concurso para Jóvenes Intérpretes, Bahía Blanca, Argentina y otros.

### Crítica
La crítica nacional e internacional dice: 
"... pianista de primera línea , con sólida formación internacional, es de admirar su acertada interpretación ... intérprete segura de si y capaz de enfrentar grandes desafíos..."D.Fernández, El Nuevo Herald (estreno mundial, obras R. Valdez)
“...Marcela Martínez demostró una vez más su dominio del piano...notable en la calidez y pulido del sonido, además de un pavoroso manejo de pulsaciones ...un concierto excelente...para la memoria del alma ”H.Lapunzina, Diario Uno (solista,3 concierto de Rajmáninov)
Grandes personalidades la describen:... "Marcela Martínez es una virtuosa pianista. Su técnica es emotiva como también lo son su interpretación y su energía. Su desempeño es cálido, lleno de vida, inteligente e interesante…" Pnina Salzman , Israel. "…Una de las personalidades más brillantes dentro de los intérpretes argentinos de su generación…" Mtro.A.Antognazzi